# Drosera platystigma
Drosera platystigma ist eine fleischfressende Pflanze aus der Gattung Sonnentau (Drosera). Sie gehört zur Gruppe der sogenannten Zwergsonnentaue und ist im südwestlichen Australien heimisch.

## Beschreibung
Drosera platystigma ist eine mehrjährige, krautige Pflanze. Diese bildet eine flache, kompakte, rosettenförmige Knospe aus Blättern mit einem Durchmesser von etwa 2 cm. Die Sprossachse ist kurz und nur mit wenigen oder gar keinen welken Blättern der Vorsaison bedeckt. 
Die Knospe der Nebenblätter ist eiförmig, zottig, 5 mm lang und 3,5 mm im Durchmesser an der Basis. Die Nebenblätter selbst sind 4,5 mm lang, 3 mm breit und dreilappig. Der mittlere Lappen ist in 3 Segmente unterteilt. Das zentrale Segment ist an der Spitze in 3 Zipfel geteilt. Die äußeren Lappen sind an den inneren Rändern und an der Spitze gefranst. Der unterste Zipfel übertrifft die Länge des zentralen Segments. 
Die Blattspreiten sind elliptisch, 3,5 mm lang und 2,5 mm breit. Die längeren Tentakeldrüsen befinden sich am Rand, kürzere in Inneren. Auf der Unterseite befinden sich ebenfalls einige Drüsen. Die Blattstiele sind bis zu 6 mm lang, am Ansatz 1 mm und verjüngen sich auf 0,8 mm an der Blattspreite. Sie sind teilweise halb lanzenförmig und komplett mit einigen zylindrischen, rotköpfigen Drüsen besetzt. 
Blütezeit ist Oktober bis Dezember. Die ein bis zwei Blütenstände sind 6 cm lang. Die unteren zwei Drittel sind sparsam mit winzigen Drüsen besetzt. Das obere Drittel ist dicht mit zylindrischen, rotköpfigen Drüsen besetzt. Der Blütenstand ist ein Wickel aus 3 bis 6 Blüten an rund 2,5 mm langen Blütenstielen. Die eiförmigen Kelchblätter sind 2,5 mm lang und 1 mm breit. Die Spitzen sind unregelmäßig gezahnt und mit vielen durchsichtigen, zylindrischen, rotköpfigen Drüsen besetzt. Die metallisch-orangen, an der Basis rot-braunen Kronblätter sind umgekehrt eiförmig, 8 mm lang und 6,5 mm breit. Die Spitzen sind abgebrochen und leicht gekerbt.
Die Blüte besitzt 5 Staubblätter. Die Fäden sind weiß, die Staubbeutel weiß mit roten Flecken und die Pollen gelb. Der an der Basis grüne und an der Spitze schwarzbraune Fruchtknoten ist breit umgekehrt eiförmig, 0,8 mm lang und 1,3 mm im Durchmesser. Die 3 bis 5 weißen, an der Narbe etwas rötlichen, halb aufrechten Griffel sind 1,4 mm lang. Die Narben sind schwarzbraun, vorrangig umgekehrt eiförmig, 0,7 mm lang und 0,5 mm breit. Unterschiedliche Formen und Größen der Narben sind von Population zu Population nicht ungewöhnlich.
Typisch für Zwergsonnentaue ist die Bildung von Brutschuppen: Die eng elliptischen, 0,8 mm dicken Brutschuppen werden gegen Ende November bis Anfang Dezember in großer Zahl gebildet und haben eine Länge von ca. 1 mm und eine Breite von 0,3 mm.

Verbreitung von Drosera platystigma in Australien

## Verbreitung, Habitat und Status
Drosera platystigma kommt nur auf einer kleinen Fläche im äußersten Südwesten Australiens vor. Die Pflanze gedeiht dort auf tonigem Sand oder Laterit- und Lehmböden in offenem Heideland oder in offenen Bereichen des Dscharrah-Waldes. Bekannte Populationen befinden sich bei Albany, Busselton, nahe der Stirling Range und bei Bannister.

## Systematik
Der Name platystigma bezieht sich auf die breiten Narben dieses Sonnentaus (platy „breit“; stigma „Narbe“). Die Art wurde bereits 1844 von Johann Georg Christian Lehmann beschrieben.